# František II. Lotrinský
František II. Lotrinský (François II de Lorraine, 27. února 1572, Nancy – 14. října 1632, Badonviller), třetí syn vévody Karla III. Lotrinského a jeho manželky Claude Francouzské, hrabě z Vaudémontu. Na popud svého syna spoluvévody Karla IV. Lotrinského se dal nakrátko prohlásit vévodou lotrinským a barským (21. až 25. listopad 1625).

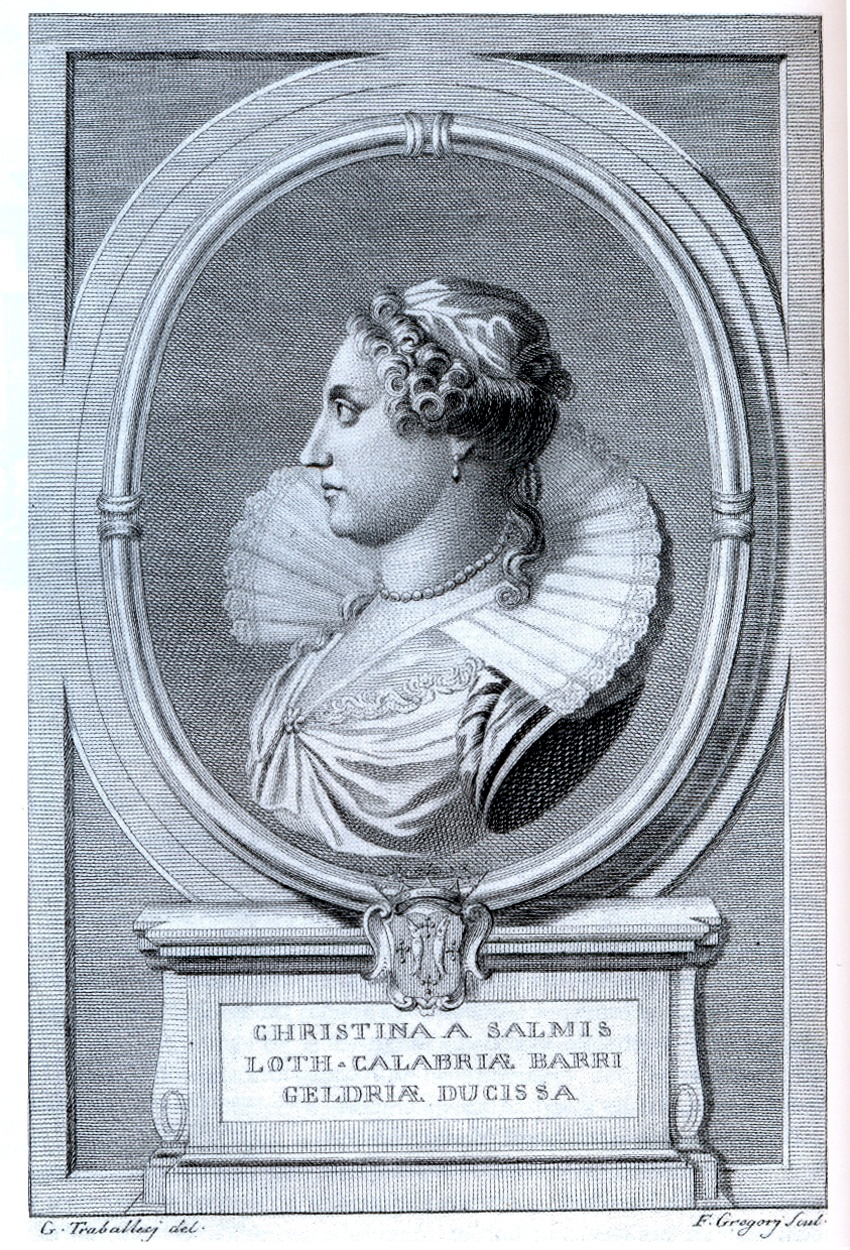
Františkova manželka Kristýna ze Salmu

## Život
František se narodil v Nancy jako nejmladší ze tří synů Karla III., vévody lotrinského, a jeho manželky Claude Francouzské, dcery francouzského krále Jindřicha II.
Jako vnuk francouzského krále Jindřicha II. a Kateřiny Medicejské byl spřízněn s rody Valois a Guise. Jako princ lotrinský byl švagrem kurfiřta Maximiliána I. Bavorského a toskánského velkovévody Ferdinanda I. Medicejského. Při vědomí slabin svého dědice jmenoval otec Františka generálním místodržitelem u vévodských stavů v době svých cest do Francie v roce 1594, když jednal o míru s francouzským králem Jindřichem IV. Díky míru s Francií se mladý princ stal guvernérem a generálním místodržitelem francouzského krále ve městech Toul a Verdun, fakticky pod francouzským protektorátem od roku 1552.
Nakrátko působil jako generalissimus v Benátské republice. Tehdy se neúspěšně ucházel o ruku Marie Medicejské, neteře toskánského velkovévody (později se provdala za Jindřicha IV.). Od září do října 1606 byl František v zastoupení svého otce na diplomatické misi v Anglii.
Roku 1608 zemřel vévoda Karel III., zanechav trůn nejstaršímu synu Jindřichovi II. Téhož roku se narodila Nicole Lotrinská, první životaschopné Jindřichovo dítě. František a jeho potomci tím přestali být dědici obou vévodských stolců. Již tak mocný král Francie zamýšlel provdat budoucí lotrinskou a barskou vévodkyni za svého syna, budoucího Ludvíka XIII, čímž by se Lotrinsko a Barrois přirozeně a legitimně připojily k francouzské koruně. Král Jindřich byl zavražděn v roce 1610, jeho vdova Marie Medicejská (o niž se František předtím marně ucházel) se stala regentkou a vazbu na Lotrinsko vyměnila za spojenectví se Španělskem.
František si přál, aby se budoucí vévodkyně provdala za jeho nejstaršího syna, prvního následníka v mužské linii. Vévoda Jindřich II. však chtěl svoji třináctiletou dceru provdat za svého favorita Louise de Guise, nadaného barona z Ancerville. Navzdory jeho četným přednostem příbuzenství s lotrinským rodem narazila tato volba na odpor vévodské rodiny, vysoké lotrinské šlechty a celého dvora; levoboček zesnulého kardinála de Guise přece jen nebyl legitimním princem.
V roce 1621, znesvářen s bratrem a toužící ukázat svoje rozčarování celé Evropě, hrabě vaudémontský s rodinou opustil vévodství a svěřil se do ochrany císaře. Vstoupil do císařského vojska, aby bojoval s německými protestanty. Jeho nejstarší syn Karel se ve věku pouhých šestnácti let vyznamenal v bitvě na Bílé hoře.
Oba bratři uzavřeli dohodu: vévodova dcera se provdala za svého bratrance Karla a vévodův favorit si vzal Františkovu dceru Jindřišku (Henriette), která dostala jako věno knížectví phalsbursko-lixheimské.
Vévoda Jindřich II. zemřel 31. července 1624 a protože nezanechal syna, ustanovil svou následnicí dceru Nicole Lotrinskou, provdanou za Karla z Vaudémontu, nejstaršího Františkova syna, a upřesnil, že Karlova moc pochází od jeho ženy. Ze sňatku měla vzejít nová dynastie, rod lotrinsko-vaudémontský; dědic ovšem nebyl na obzoru.
Tak začala vláda dvou spoluvladařů, šestnáctileté vévodkyně a jejího dvacetiletého manžela. Vladařka podepisovala dekrety, její manžel je kontrasignoval. Mince měly na líci profil vévodkyně, na rubu vévodův. Tato situace dráždila čilého mladíka, nesmířeného s rolí prince-chotě a toužícího vládnout sám. Otec František se rozhodl, že mu pomůže splnit přání.
Hodila se k tomu závěť Františkova pradědečka vévody René II. z roku 1506, podle níž byla obě vévodství dědičná pouze v mužském potomstvu (tento sálský zákon pro vévodství Lotrinské odpovídal tradici panství Svaté říše, z níž pocházelo; v Barském vévodství došlo již dvakrát k ženskému následnictví). Jindřich a jeho žena Markéta však zanechali pouze dcery. Soudní dvůr vévodství, nakloněný vaudémontskému hraběti, uznal pravost listiny a princ František se tak škodě své neteře stal věrohodným dědicem obou vévodství.
V listopadu 1625 František z Vaudémontu na základě uvedené závěti Reného II. vznesl nárok na obě vévodství. Lotrinské generální stavy uznaly nárok za oprávněný. Vévodkyně Nicole a vévoda Karel abdikovali a František z Vaudémontu se 21. listopadu 1625 stal vévodou. Přesídlil ze Salmu do Nancy a využil situace k zaplacení svých dluhů z vévodské pokladny. Pět dní nato abdikoval ve prospěch svého syna, který se tak stal vévodou Karlem IV.
Ten toho využil k odluce od manželky Nicole a bez úspěchu usiloval, aby papež manželství zrušil. Nakonec zašel tak daleko, že prohlásil křest Nicole neplatným a kněze, který ji křtil, obvinil z čarodějnictví a nechal jej upálit zaživa.
František, který v roce 1627 ovdověl, se poté věnoval správě svých hrabství Vaudémont a Salm. Roku 1632 intriky a nešťastná zahraniční politika jeho syna, stranící císaři Ferdinandu II., vedly k invazi vojsk mocného francouzského souseda do obou vévodství a jejich okupaci do konce století. Obyvatelstvo nesmírně trpělo pustošením za třicetileté války.
Ve stejném roce někdejší vévoda lotrinský a barský, hrabě vaudémontský, markýz z Hattonchattel, hrabě ze Salmu a ze Chaligny, baron z Viviers, Ruppe, Brandebourgu, Turquesteinu a Monthureux-sur-Saône, zesnul tiše na svém zámku v Badonviller ve věku šedesáti let. Ve své závěti uvedl, že „nikdy netoužil nosit na tomto světě korunu.“
Jiný jeho syn Mikuláš František (z Vaudémontu, Lotrinský), biskup a kardinál v Toul 1624–1634, se v lednu až dubnu 1634 stal vévodou lotrinským a barským, když po francouzské okupaci abdikoval Karel IV.

### Manželství a potomci
Původním záměrem Františka byl sňatek s Marií Medicejskou, k němuž ale nakonec nedošlo. Místo toho si 12. března 1597 vzal velmi bohatou šlechtičnu Kristýnu ze Salmu. S tou měl několik dětí:
- Jindřich Lotrinský (1602–1611), zemřel mladý
- Karel IV. Lotrinský (5. dubna 1604 – 18. září 1675), vévoda lotrinský,
⚭ 1621 Nicole Lotrinská (3. října 1608 – 2. února 1657), od roku 1625 žili manželé rozděleně a Karel se znova oženil, i když s Nicole nebyl oficiálně rozveden
⚭ 1637 Béatrix de Cusance (27. prosince 1614 – 5. června 1663), po smrti 1. manželky se Karel oženil s Béatrix v roce 1663 znovu, aby umožnil legitimaci jejich dětí
⚭ 1665 Marie Louisa d'Aspremont (1651/52 – 23. října 1692)
- Jindřiška Lotrinská (1605-1660) ∞ Ludvík Lotrinský
- Mikuláš František Lotrinský (6. prosince 1609 – 25. ledna 1670), ⚭ 1634 Klaudie Lotrinská (6. října 1612 – 2. srpna 1648)
- Markéta Lotrinská (22. července 1615 – 13. dubna 1672), ⚭ 1643 Gaston Orleánský (25. dubna 1608 – 2. února 1660), vévoda orleánský
- Kristýna Lotrinská (1621–1622), zemřela mladá

## Tituly
- 27. února 1572 — 25. listopadu 1625: Jeho Výsost, hrabě z Vaudemont
- 25. listopadu 1625 — 1. prosince 1625: Jeho Výsost, vévoda lotrinský
- 1. prosince 1625 — 14. října 1632: Jeho Výsost, hrabě z Vaudemont

## Vývod z předků
|                         |                                 |  |                   |                         |  |  |  |  |  |  |  | René II. Lotrinský |
|                         |                                 |  |                   |                         |  |  |  |  |  |  |  |                    |
|                         | Antonín Lotrinský               |  |                   |                         |  |  |  |  |  |  |  |                    |
|                         |                                 |  |                   |                         |  |  |  |  |  |  |  |                    |
|                         |                                 |  |                   | Filipa z Guelders       |  |  |  |  |  |  |  |                    |
|                         |                                 |  |                   |                         |  |  |  |  |  |  |  |                    |
|                         | František I. Lotrinský          |  |                   |                         |  |  |  |  |  |  |  |                    |
|                         |                                 |  |                   |                         |  |  |  |  |  |  |  |                    |
|                         |                                 |  |                   | Gilbert z Montpensieru  |  |  |  |  |  |  |  |                    |
|                         |                                 |  |                   |                         |  |  |  |  |  |  |  |                    |
|                         | Renata Bourbonská               |  |                   |                         |  |  |  |  |  |  |  |                    |
|                         |                                 |  |                   |                         |  |  |  |  |  |  |  |                    |
|                         |                                 |  |                   | Klára Gonzagová         |  |  |  |  |  |  |  |                    |
|                         |                                 |  |                   |                         |  |  |  |  |  |  |  |                    |
|                         | Karel III. Lotrinský            |  |                   |                         |  |  |  |  |  |  |  |                    |
|                         |                                 |  |                   |                         |  |  |  |  |  |  |  |                    |
|                         |                                 |  |                   | Jan I. Dánský           |  |  |  |  |  |  |  |                    |
|                         |                                 |  |                   |                         |  |  |  |  |  |  |  |                    |
|                         | Kristián II. Dánský             |  |                   |                         |  |  |  |  |  |  |  |                    |
|                         |                                 |  |                   |                         |  |  |  |  |  |  |  |                    |
|                         |                                 |  |                   | Kristina Saská          |  |  |  |  |  |  |  |                    |
|                         |                                 |  |                   |                         |  |  |  |  |  |  |  |                    |
|                         | Kristina Dánská                 |  |                   |                         |  |  |  |  |  |  |  |                    |
|                         |                                 |  |                   |                         |  |  |  |  |  |  |  |                    |
|                         |                                 |  |                   | Filip I. Kastilský      |  |  |  |  |  |  |  |                    |
|                         |                                 |  |                   |                         |  |  |  |  |  |  |  |                    |
|                         | Isabela Habsburská              |  |                   |                         |  |  |  |  |  |  |  |                    |
|                         |                                 |  |                   |                         |  |  |  |  |  |  |  |                    |
|                         |                                 |  |                   | Jana I. Kastilská       |  |  |  |  |  |  |  |                    |
|                         |                                 |  |                   |                         |  |  |  |  |  |  |  |                    |
| František II. Lotrinský |                                 |  |                   |                         |  |  |  |  |  |  |  |                    |
|                         |                                 |  |                   |                         |  |  |  |  |  |  |  |                    |
|                         |                                 |  | Karel z Angoulême |                         |  |  |  |  |  |  |  |                    |
|                         |                                 |  |                   |                         |  |  |  |  |  |  |  |                    |
|                         | František I. Francouzský        |  |                   |                         |  |  |  |  |  |  |  |                    |
|                         |                                 |  |                   |                         |  |  |  |  |  |  |  |                    |
|                         |                                 |  |                   | Luisa Savojská          |  |  |  |  |  |  |  |                    |
|                         |                                 |  |                   |                         |  |  |  |  |  |  |  |                    |
|                         | Jindřich II. Francouzský        |  |                   |                         |  |  |  |  |  |  |  |                    |
|                         |                                 |  |                   |                         |  |  |  |  |  |  |  |                    |
|                         |                                 |  |                   | Ludvík XII. Francouzský |  |  |  |  |  |  |  |                    |
|                         |                                 |  |                   |                         |  |  |  |  |  |  |  |                    |
|                         | Klaudie Francouzská             |  |                   |                         |  |  |  |  |  |  |  |                    |
|                         |                                 |  |                   |                         |  |  |  |  |  |  |  |                    |
|                         |                                 |  |                   | Anna Bretaňská          |  |  |  |  |  |  |  |                    |
|                         |                                 |  |                   |                         |  |  |  |  |  |  |  |                    |
|                         | Claude Francouzská              |  |                   |                         |  |  |  |  |  |  |  |                    |
|                         |                                 |  |                   |                         |  |  |  |  |  |  |  |                    |
|                         |                                 |  |                   | Petr Medicejský         |  |  |  |  |  |  |  |                    |
|                         |                                 |  |                   |                         |  |  |  |  |  |  |  |                    |
|                         | Lorenzo II. Medicejský          |  |                   |                         |  |  |  |  |  |  |  |                    |
|                         |                                 |  |                   |                         |  |  |  |  |  |  |  |                    |
|                         |                                 |  |                   | Alfonsina Orsini        |  |  |  |  |  |  |  |                    |
|                         |                                 |  |                   |                         |  |  |  |  |  |  |  |                    |
|                         | Kateřina Medicejská             |  |                   |                         |  |  |  |  |  |  |  |                    |
|                         |                                 |  |                   |                         |  |  |  |  |  |  |  |                    |
|                         |                                 |  |                   | Jan III. z Auvergne     |  |  |  |  |  |  |  |                    |
|                         |                                 |  |                   |                         |  |  |  |  |  |  |  |                    |
|                         | Madeleine de la Tour d'Auvergne |  |                   |                         |  |  |  |  |  |  |  |                    |
|                         |                                 |  |                   |                         |  |  |  |  |  |  |  |                    |
|                         |                                 |  |                   | Jana Bourbonská-Vendôme |  |  |  |  |  |  |  |                    |
|                         |                                 |  |                   |                         |  |  |  |  |  |  |  |                    |